# Четыре Угла (Канада)

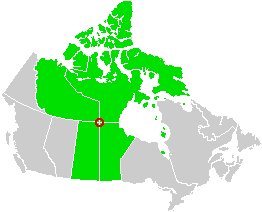
«Четыре угла» обозначены красным кружком. Зелёным выделены Манитоба, Саскачеван, Северо-Западные территории и Нунавут.

Четыре Угла (англ. Four corners; фр. Four Corners) — точка на пересечении границ четырёх канадских провинций и территорий Манитоба, Саскачеван, Северо-Западные территории (СЗТ) и Нунавут. Находится на пересечении 60-й параллели северной широты и 102-го меридиана западной долготы.
«Четыре угла» расположены в глухой ненаселённой озёрной местности на границе тайги и тундры. В 300 метрах к югу от точки находится небольшое озеро Хасбала, в полутора километрах к северо-западу — крупное озеро Касба. Высота точки — 351 метр над уровнем моря. В радиусе нескольких сотен километров нет ни одной автомобильной или железной дороги. Желающие посетить это место пользуются маленькими аэродромами «Озеро Касба» (42 км по прямой) или «Пойнтс-Норт» (229 км по прямой), где уже частным образом договариваются с местными проводниками о посещении «Четырёх углов».
В 1962 году чуть в стороне (59°59′58″ с. ш. 102°00′27″ з. д.) от этой точки был установлен алюминиевый монумент метровой высоты. Территория Нунавут была образована в 1999 году путём выделения из СЗТ, поэтому на обелиске говорится о схождении лишь трёх АТЕ: Манитобы, Саскачевана и СЗТ. На верхушке столба закреплён диск, на котором выбито предупреждение, что за уничтожение или перемещение данного объекта предусмотрено наказание в виде пяти лет тюрьмы.